# Соколов, Александр Васильевич (животновод)
Александр Васильевич Соколов — советский хозяйственный, государственный и политический деятель, Герой Социалистического Труда.

## Биография
Родился в 1922 году в Симском Заводе. Член КПСС.
С 1940 года — на хозяйственной, общественной и политической работе. В 1940—1984 гг. — токарь, автоматчик, наладчик автоматов, заместитель начальника цеха № 50 на Симском авиационном заводе, студент Московского зоотехнического института коневодства, главный зоотехник, директор конезавода № 9 Пермского района Пермской области.
Указом Президиума Верховного Совета СССР от 22 марта 1966 года присвоено звание Героя Социалистического Труда с вручением ордена Ленина и золотой медали «Серп и Молот».
Делегат XXII съезда КПСС.
Умер в Перми в 1999 году.